# アントファガスタ地震
アントファガスタ地震（アントファガスタじしん、1995 Antofagasta earthquake）では、1995年7月30日1時11分（現地時間、UTC-4）にチリで発生した地震について解説する。震源は、チリのアントファガスタ州で、深さ45.6キロメートル。地震の規模を表すマグニチュードはMw8.0だった。この地域は、1877年に発生したイキケ地震の震源より南にあり地震空白域と見られていた。
この地震によって津波が発生し、メヒヨネスからタルタルにかけては2メートルから2.5メートル程度の津波が押し寄せた。3人が死亡し、60人弱が負傷、600人前後が住居を失った。地震及び津波による損害は179万1千ドル程度と見積もられている。
この地震による津波は、一日遅れて日本でも観測され、17時8分（以下、日本に関する事物は日本時間、UTC+9で表記する）に岩手県宮古市で29センチメートルを記録した。ただし、地震発生後4時間が経った30日午後6時ごろに「この地震による津波の心配はありません。」という地震情報を出していたこと、翌31日12時49分に父島で観測した3センチメートルの第一波を津波と認識できず、15時になってようやく津波注意報が発表されるという後手後手な対応となった。津波注意報は、北海道・本州・四国・九州の太平洋沿岸と沖縄県内各島に出されたが、20時半ごろに解除された。